# Les Bottereaux
Les Bottereaux és un municipi francès situat al departament de l'Eure i a la regió de Normandia. L'any 2007 tenia 310 habitants.

## Demografia

### Població
El 2007 la població de fet de Les Bottereaux era de 310 persones. Hi havia 126 famílies, de les quals 32 eren unipersonals (12 homes vivint sols i 20 dones vivint soles), 43 parelles sense fills, 39 parelles amb fills i 12 famílies monoparentals amb fills.
La població ha evolucionat segons el següent gràfic:
Habitants censats

### Habitatges
El 2007 hi havia 196 habitatges, 126 eren l'habitatge principal de la família, 64 eren segones residències i 6 estaven desocupats. 195 eren cases i 1 era un apartament. Dels 126 habitatges principals, 110 estaven ocupats pels seus propietaris, 11 estaven llogats i ocupats pels llogaters i 5 estaven cedits a títol gratuït; 7 tenien dues cambres, 14 en tenien tres, 48 en tenien quatre i 58 en tenien cinc o més. 108 habitatges disposaven pel capbaix d'una plaça de pàrquing. A 64 habitatges hi havia un automòbil i a 53 n'hi havia dos o més.

### Piràmide de població
La piràmide de població per edats i sexe el 2009 era:
| Homes | Edats   | Dones |
| ----- | ------- | ----- |
| 0     | 95 o +  | 0     |
| 0     | 90 a 94 | 0     |
| 4     | 85 a 89 | 4     |
| 4     | 80 a 84 | 4     |
| 4     | 75 a 79 | 4     |
| 8     | 70 a 74 | 12    |
| 8     | 65 a 69 | 4     |
| 12    | 60 a 64 | 16    |
| 12    | 55 a 59 | 4     |
| 8     | 50 a 54 | 12    |
| 4     | 45 a 49 | 20    |
| 16    | 40 a 44 | 8     |
| 0     | 35 a 39 | 8     |
| 16    | 30 a 34 | 0     |
| 4     | 25 a 29 | 8     |
| 4     | 20 a 24 | 4     |
| 12    | 15 a 19 | 12    |
| 8     | 10 a 14 | 4     |
| 4     | 5 a 9   | 8     |
| 0     | 0 a 4   | 0     |

## Economia
El 2007 la població en edat de treballar era de 173 persones, 133 eren actives i 40 eren inactives. De les 133 persones actives 125 estaven ocupades (67 homes i 58 dones) i 9 estaven aturades (3 homes i 6 dones). De les 40 persones inactives 15 estaven jubilades, 9 estaven estudiant i 16 estaven classificades com a «altres inactius».

### Ingressos
El 2009 a Les Bottereaux hi havia 135 unitats fiscals que integraven 333 persones, la mediana anual d'ingressos fiscals per persona era de 17.412 €.

### Activitats econòmiques
Dels 8 establiments que hi havia el 2007, 1 era d'una empresa de fabricació d'altres productes industrials, 4 d'empreses de construcció, 1 d'una empresa immobiliària, 1 d'una entitat de l'administració pública i 1 d'una empresa classificada com a «altres activitats de serveis».
Dels 4 establiments de servei als particulars que hi havia el 2009, 1 era un paleta, 2 lampisteries i 1 agència immobiliària.
L'any 2000 a Les Bottereaux hi havia 27 explotacions agrícoles que ocupaven un total de 1.258 hectàrees.

## Equipaments sanitaris i escolars
L'únic equipament sanitari que hi havia el 2009 era una ambulància.
El 2009 hi havia una escola elemental integrada dins d'un grup escolar amb les comunes properes formant una escola dispersa.

## Poblacions més properes
El següent diagrama mostra les poblacions més properes.